# Марисін (Любуське воєводство)
Марисін (пол. Marysin, нім. Marienthal) — село в Польщі, у гміні Жагань Жаґанського повіту Любуського воєводства.
Населення — 40 осіб (2011).
У 1975-1998 роках село належало до Зеленогурського воєводства.

## Демографія
Демографічна структура станом на 31 березня 2011 року:
|          | Загалом | Допрацездатний вік | Працездатний вік | Постпрацездатний вік |
| -------- | ------- | ------------------ | ---------------- | -------------------- |
| Чоловіки | 18      | 5                  | 11               | 2                    |
| Жінки    | 22      | 3                  | 9                | 10                   |
| Разом    | 40      | 8                  | 20               | 12                   |